# Ренан Брессан
Ренан Брессан (порт. Renan Bardini Bressan, біл. Рэнан Брэсан, нар. 3 листопада 1988, Тубаран) — білоруський футболіст бразильського походження, півзахисник «Крісіуми».

## Ігрова кар'єра
У дорослому футболі дебютував 2007 року виступами за команду клубу «Атлетико Тубаран».
Своєю грою за команду привернув увагу представників тренерського штабу клубу «Гомель», до складу якого приєднався в квітні 2007 року. Відіграв за команду з Гомеля наступні три сезони своєї ігрової кар'єри. Більшість часу, проведеного у складі «Гомеля», був основним гравцем команди.
До складу клубу БАТЕ приєднався 28 січня 2010 року. Відіграв за команду з Борисова 91 матч в національному чемпіонаті. За результатами сезону 2010 року став найкращим бомбардиром білоруської першості та був визнаний її найкращим гравцем.
На початку 2013 року став гравцем владикавказької «Аланії», з якою уклав контракт на 3,5 роки. Проте вже восени того ж року залишив клуб через заборгованість по заробітній платі.
На початку 2014 року перебував в Казахстані, де спочатку уклав контракт з «Актобе», а за декілька місяців з «Астаною». В обох випадках контракти було розторгнуто за домовленістю сторін невдовзі після укладання.
2 серпня 2014 року уклав дворічний контракт з португальським «Ріу-Аве». У його команді був серед гравців основного складу, проте за два роки залишив Португалію, ставши гравцем діючого чемпіона Кіпру, клубу АПОЕЛ.
На Кіпрі гравцеві не вдалося стати основним гравцем команди і вже за півроку, на початку 2017, його контракт із клубом було розірвано за згодою сторін, і він повернувся до Португалії, де протягом двох з половиною сезонів був одним з основних півзахисників у «Шавіші».
У вересні 2019 року повернувся на батьківщину, де став гравцем «Куяби», а з 2020 року захищає кольори «Парани».

## Збірна
Ренан виявляв бажання грати за національну збірну Білорусі і дебютував у ній 29 лютого 2012 року в товариському матчі зі збірною Молдови, що завершився з рахунком 0-0. Протягом наступних семи років взяв участь у 29 іграх збірної, забивши три голи.

## Досягнення

### Клубні
- Чемпіон Білорусі (3):

БАТЕ: 2010, 2011, 2012
- Володар Кубка Білорусі (1):

БАТЕ: 2009-10
- Володар Суперкубка Білорусі (2):

БАТЕ: 2010, 2011

### Індивідуальні
- Найкращий гравець чемпіонату Білорусі: 2010
- Найкращий бомбардир чемпіонату Білорусі: 2010